# Sulcicollis
Sulcicollis (лат.) — подрод насекомых рода травяных листоедов из подсемейства хризомелин.

## Описание
В кариотипе у вида Chrysolina rufoaenea 25 пар хромосом. Питаются на растениях семейства зонтичные.

## Распространение
Представители подрода встречаются Европе, Малой Азии, Сирии и Дагестане.

## Классификация
В состав подрода включают четыре вида.
- Chrysolina chalcites (Germar, 1824)
- Chrysolina oricalcia (O. F. Müller, 1776)
- Chrysolina peregrina (Herrich-Schaeffer, 1839)
- Chrysolina rufoaenea (Suffrian, 1851)